# Pau Torres i Picornell
Pau Torres i Picornell fou un polític català. Militant del Partit Liberal Conservador, fou elegit diputat a la Diputació de Barcelona pel districte Igualada-Vilafranca del Penedès a les eleccions de 1903 i 1907, ocupant el càrrec fins a les eleccions de 1911. Fou membre de les comissions d'Hisenda, d'Instrucció Pública i de la Junta Mixta de Museus.
Fou elegit president de la Diputació l'abril de 1905, però va presentar la dimissió el novembre del mateix any. Durant el seu mandat fou acabada la carretera de Fogars de la Selva a Tordera i es va activar el Pla de la Xarxa de Ferrocarrils Secundaris. Va morir a Barcelona el 1919.